# Injector

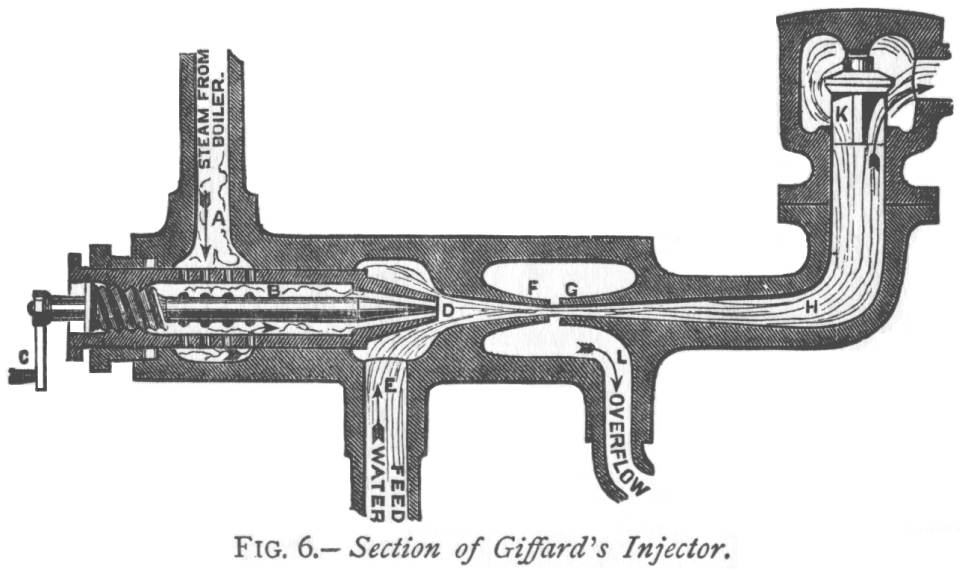
Injector Giffard original: A- Vapor de la caldera, B- Vàlvula d'agulla, C- Maneta reguladora de la vàlvula d'agulla, D- Mescla d'aigua i vapor, E- Aigua d'alimentació, F- Con de mescla, G- Tovera i con de lliurament, H- Cambra de lliurament i canonada, K- Vàlvula de retenció

Versió més moderna d'un injector de vapor com a bomba d'alimentació d'aigua en locomotores: Vapor actiu(rosa), aigua d'entrada(blau), sortida dels excessos de cabal(gris clar), aigua d'alimentació amb sobrepressió (lila)

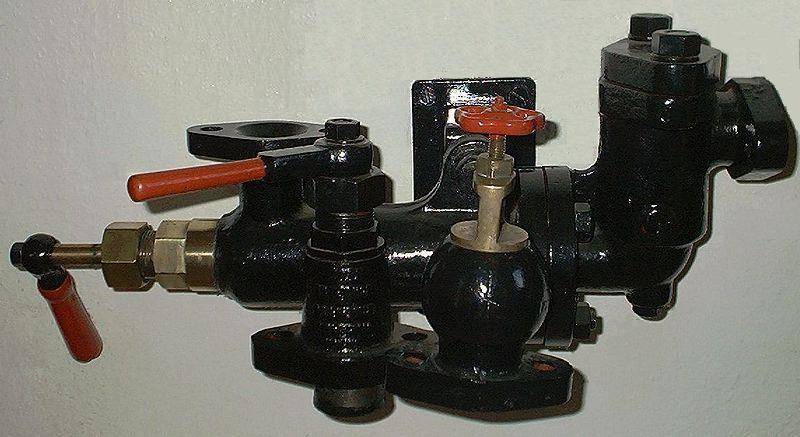
Injector de vapor d'una locomotora.

Un injector (o les seves variants: ejector, ejector de vapor, injector de vapor, termocompressor, trompa d'aigua...) és una mena de bomba sense peces mòbils que utilitza l'efecte Venturi d'una tovera convergent-divergent per a transformar l'energia de pressió d'un fluid en moviment en energia de velocitat (energia cinètica) creant una zona de baixa pressió que aspira i arrossega un altre fluid.
Després de passar per la gorja (o coll d'ampolla) de l'injector, la mescla de fluids (fluid actiu i fluid aspirat) s'expandeix i la velocitat es redueix amb un augment de la pressió: l'energia de velocitat es transforma en energia de pressió, invertint el procés inicial.
El fluid actiu pot ser un líquid, un vapor (no necessàriament vapor d'aigua) o un gas. El fluid aspirat pot ser un gas, un líquid, una suspensió (d'un sòlid en un líquid), un gas carregat de pols o una cosa semblant.
La imatge adjunta representa un ejector típic, amb una tovera d'entrada per al fluid actiu, un col·lector d'aspiració per al fluid aspirat i una tovera convergent-divergent.
Un injector de vapor és una mica més complicat i consta, pel cap baix, de tres cons. Els injectors de vapor usats en les locomotores i similars, aprofiten l'energia alliberada per la calor latent d'evaporació per a incrementar la pressió d'injecció de l'aigua d'alimentació a un valor més gran que el de la caldera i el mateix vapor que fa de fluid actiu.
En funció de cada aplicació els injectors s'anomenen de forma diferent:
- eductor (bomba de raig eductor)
- eductor d'aigua
- eductor de buit
- ejector de raig de vapor
- aspirador
- trompa d'aigua

## Paràmetres de disseny
- Relació de compressió, P2/P1, on P2 és la pressió de sortida i P1 la pressió d'entrada
- Relació d'arrossegament, Wa/Wm, on Wa (kg/h) és el cabal de fluid actiu i Wm (kg/h) el cabal de fluid aspirat.

Les relacions anteriors són bàsiques a l'hora de dissenyar un injector o ejector.

## Història
L'injector fou inventat per Henri Giffard, de nacionalitat francesa, el 1858 i patentat per Sharp Stewart & Co. de Glasgow. El principi actiu consistia en un fluid a pressió a l'entrada de l'injector.

### Injectors de vapor per a l'alimentació d'aigua en calderes
La primera aplicació d'un injector de vapor va consistir a substituir la bomba d'alimentació d'aigua en les calderes de vapor, principalment en les locomotores de vapor. El tipus d'injector usat consistia en un cos amb dues o tres toveres. El vapor actiu passava per una tovera que reduïa la seva pressió per sota de la pressió atmosfèrica i incrementava la seva velocitat. L'aigua d'alimentació (relativament freda) era aspirada pel raig de vapor anterior i entrava en una part cònica convergent (zona de mescla) on es barrejava de forma completa amb l'aigua aspirada, condensant-se el vapor. La mescla resultant (aigua en estat líquid) passava a una part cònica divergent (zona de lliurament) que alentia la velocitat del raig i augmentava la pressió del mateix a un valor superior al de la caldera. Aquesta sobrepressió permetia que l'aigua d'alimentació entrés en la caldera, per a mantenir el nivell necessari.
La fase inicial requeria un dispositiu addicional en l'injector que permetés la sortida d'un eventual excés de vapor o d'aigua ("overflow" en anglès). (Vegeu figura adjunta).
Per a impedir la sortida d'aigua de la caldera hi havia (almenys) una vàlvula de retenció entre la sortida de l'injector i l'entrada a la caldera.), habitualment, una vàlvula per a impedir la succió d'aire en cas d'excés de cabal a l'inici ("overflow").
L'injector de vapor (que permet injectar aigua a més pressió que la del fluid actiu!) no es pot explicar de forma senzilla. Això va provocar alguns recels en la seva introducció. Però, en comprovar-se que funcionava molt bé, fou adoptat de forma general en les locomotores per a substituir a les bombes de desplaçament usades fins aleshores. Els injectors eren senzills i fiables i el seu rendiment tèrmic era excel·lent.
El rendiment encara va millorar per l'adopció d'un injector d'etapes múltiples agafant el vapor de sortida dels cilindres (a pressió molt més baixa!), vapor que normalment es llançava directament a l'atmosfera i es perdia.

### Ejectors de buit
Un ejector de buit utilitza un injector de vapor per a aspirar aire d'un recipient o d'una xarxa de canonades, provocant un buit parcial (una pressió inferior a l'atmosfèrica).
En el cas dels ferrocarrils, un ejector de buit aspira l'aire del sistema de frens (canonades i dipòsits acumuladors) en el cas que el sistema de frenada es basi en aquest principi. (Vegeu Frens activats pel buit).

## Usos en l'actualitat
Els injectors o ejectors tenen una gran aplicació en la indústria. Per exemple:
- Per a injectar un compost químic en una caldera de baixa pressió.
- En les centrals tèrmiques per a netejar les cendres de la llar, per a netejar les cendres dels precipitadors electroestàtics i per a crear un buit parcial en els condensadors de superfície de les turbines.
- En sistemes de refrigeració per raig de vapor
- En el bombament d'aigües negres i suspensions aquoses.
- En avions amb instruments antics que necessiten buit s'usa un ejector per a crear aquest buit.
- En medicina s'usen ejectors (anomenats aspiradors) per a aspirar líquids corporals.

## Ejectors en sèrie
Per a pressions d'aspiració per sota dels 100 mbar absoluts s'usen ejectors connectats en sèrie (un darrere de l'altre), habitualment amb condensadors intermedis.
La condensació del vapor actiu millora molt el rendiment dels ejectors. Els condensadors poden ser "baromètrics" (a pressió atmosfèrica?) o condensadors de superfície.

## Materials de construcció
Els injectors es fabriquen d'acer al carboni, acer inoxidable, titani, PTFE, fibra de carboni i altres materials.